# Panorpa terminata
Panorpa terminata är en näbbsländeart som beskrevs av Johann Christoph Friedrich Klug 1838. Panorpa terminata ingår i släktet Panorpa och familjen skorpionsländor. Inga underarter finns listade i Catalogue of Life.